# Sarah Cooper
Sarah Cooper, née en 1977 en Jamaïque, est une auteure et comédienne américaine.
Son premier livre, 100 trucs pour paraître intelligent dans les réunions, a été publié le 4 octobre 2016. Son deuxième livre, Comment réussir sans blesser les sentiments des hommes, a été publié le 30 octobre 2018,. Elle a écrit pour la série télévisée d'animation Science!
Pendant la pandémie COVID-19, Cooper a commencé à télécharger des vidéos d'elle-même en mimant les déclarations faites par Donald Trump.

## Biographie
Sarah Anne Cooper est né en Jamaïque en 1977. Sa famille a déménagé à Rockville, Maryland, en 1980. Son père a travaillé comme ingénieur électricien pour la Washington Metropolitan Area Transit Authority et sa mère dans le département des ressources humaines d'une société de conseil. Sarah Cooper était déjà intéressé par le show business dès l'adolescence et avait initialement l'intention d'étudier le théâtre. Cependant, suivant les souhaits de ses parents, elle a d'abord obtenu un diplôme en dehors du show business, en économie de l'Université du Maryland, College Park et en design numérique du Georgia Institute of Technology .

### Carrière
Sarah Cooper a commencé à jouer du stand-up à Atlanta, puis a accepté une offre de travailler en tant que concepteur d'expérience utilisateur pour Google Docs, Sheets et Slides. Pendant son séjour, elle a continué à écrire et à jouer des stand-up et a rencontré son mari, Jeff Palm, qui était ingénieur sur Google Docs. En 2014, elle a écrit un article de blog intitulé 10 astuces pour paraître intelligent dans les réunions qui est devenu viral avec cinq millions de vues. Plus tard cette année-là, elle a quitté Google pour poursuivre l'écriture et la comédie à plein temps.
Cooper est apparu dans Home Movie: The Princess Bride, une recréation de film pour fans de The Princess Bride, qui a été créée sur Quibi en juin 2020, dans le rôle d'Inigo Montoya.
Au printemps 2020, elle a commencé à publier une série de vidéos sur TikTok dans lesquelles elle a synchronisé les commentaires de Donald Trump sur le sujet des remèdes potentiels pour le coronavirus 2019. La première satire virale de Cooper la montre en se synchronisant au discours de Trump lors du point de presse du 23 avril au cours duquel il a suggéré que la lumière brillante dans le corps et l'injection de désinfectant seraient une méthode efficace pour traiter le coronavirus. Elle a ensuite produit plusieurs autres vidéos virales basées sur le même principe.
Les vidéos de Cooper ont été examinées comme des exemples de la façon dont les comédiens peuvent exécuter une satire politique sans aucun public, ce qui était particulièrement pertinent en raison des verrouillages de la pandémie COVID-19 en cours. Les vidéos sont également notées comme étant des exemples de satire politique extrêmement économique, car elles sont structurées autour d'un clip vocal non édité d'un politicien parlant.

## Filmographie
- 2024 : Unfrosted : L'épopée de la Pop-Tart (Unfrosted) de Jerry Seinfeld : Frances Northcutt

## Publications
- 2016 : 100 astuces pour paraître intelligent dans les réunions, Kansas City: Andrews McMeel Publishing,  (ISBN 9781449476052).
- 2016 : Dessinez à quoi ressemble le succès, Kansas City: Andrews McMeel Publishing,  (ISBN 9781449476069).
- 2018 : Comment réussir sans nuire aux sentiments des hommes, Kansas City: Andrews McMeel Publishing,  (ISBN 9781449476076).